# Cissus aubertiana
Cissus aubertiana là một loài thực vật hai lá mầm trong họ Nho. Loài này được (Gage) P.Singh & B.V.Shetty miêu tả khoa học đầu tiên năm 1986.